# Saison 6 de Major Crimes
Chronologie
Saison 5
Cet article présente les épisodes de la sixième et dernière saison de la série télévisée américaine Major Crimes.

## Distribution

### Acteurs principaux
- Mary McDonnell (VF : Véronique Augereau) : Commandant Sharon Raydor
- G. W. Bailey (VF : Jean-Claude De Goros) : Louis Provenza
- Anthony Denison (VF : Gabriel Le Doze) : Andy Flynn
- Michael Paul Chan (VF : Olivier Destrez) : Michael Tao
- Raymond Cruz (VF : Jérôme Rebbot) : Julio Sanchez
- Phillip P. Keene (VF : Patrick Delage) : Buzz Watson
- Kearran Giovanni (VF : Marie Zidi) : Amy Sykes
- Graham Patrick Martin (VF : Thomas Sagols) : Rusty Beck
- Jonathan Del Arco (VF : Laurent Morteau) : Dr Fernando Morales
- Jessica Meraz : détective Camila Paige

### Acteurs récurrents et invités
- Amirah Vann : FBI Special Agent Jazzma Fey
- Ransford Doherty : Medical Examiner's Investigator Kendall
- Malcolm-Jamal Warner : Lieutenant Chuck Cooper
- Ever Carradine : Sharon Beck
- Bill Brochtrup : Dr Joe Bowman
- Rene Rosado : Gustavo Wallace
- Onahoua Rodriguez : Daniella Rojas (épisodes 1 à 5)
- Lourdes Benedicto : Sara Garza (épisodes 1 à 5)
- Mark Damon Espinoza : Père Stan (épisodes 1 à 5 et 10)
- Jessica Lowndes : Alex Snow (épisodes 6 et 7)
- Zarah Mahler : Emily Raydor (épisode 10)
- Ryan Kennedy : Ricky Raydor (épisode 10)
- Nadine Velazquez : Emma Rios (épisode 10)
- Billy Burke : Philip Stroh (épisodes 10 à 13)
- Ashley Jones : Tammy Bechtel (épisode 12 à 13)

## Généralités
- Aux États-Unis, la saison a été diffusée du 31 octobre 2017 au 9 janvier 2018 sur TNT.
- Au Canada, elle est diffusée en simultané sur Bravo.
- En France, la diffusion a commencé le 28 juin 2021 sur France 2.

## Épisodes

### Épisode 1:Les trois disparus de Saint Joseph
- États-Unis /  Canada : 31 octobre 2017 sur TNT[1] / Bravo
- Suisse : 15 avril 2018 sur RTS Un
- France : 28 juin 2021 sur France 2

- États-Unis : 1,75 million de téléspectateurs[2] (première diffusion)
- France : 2,21 millions de téléspectateurs[3] (première diffusion)

### Épisode 2:Le silence de l'église
- États-Unis /  Canada : 7 novembre 2017 sur TNT / Bravo
- Suisse : 8 avril 2018 sur RTS Un
- France : 28 juin 2021 sur France 2

- États-Unis : 1,77 million de téléspectateurs[4] (première diffusion)
- France : 2,18 millions de téléspectateurs[3] (première diffusion)

### Épisode 3:Révélation
- États-Unis /  Canada : 14 novembre 2017 sur TNT / Bravo
- Suisse : 15 avril 2018 sur RTS Un
- France : 5 juillet 2021 sur France 2

- États-Unis : 1,74 million de téléspectateurs[5] (première diffusion)
- France : 2,33 millions de téléspectateurs[6] (première diffusion)

### Épisode 4:L'étau se resserre
- États-Unis /  Canada : 21 novembre 2017 sur TNT / Bravo
- Suisse : 22 avril 2018 sur RTS Un
- France : 12 juillet 2021 sur France 2

- États-Unis : 1,84 million de téléspectateurs[7] (première diffusion)
- France : 2,23 millions de téléspectateurs[8] (première diffusion)

### Épisode 5:Vœux sacrés
- États-Unis /  Canada : 28 novembre 2017 sur TNT / Bravo
- Suisse : 20 mai 2018 sur RTS Un
- France : 19 juillet 2021 sur France 2

- États-Unis : 2,37 millions de téléspectateurs[9] (première diffusion)
- France : 2,31 millions de téléspectateurs[10] (première diffusion)

### Épisode 6:Des filles, des burgers et de la bière
- États-Unis /  Canada : 5 décembre 2017 sur TNT / Bravo
- Suisse : 3 juin 2018 sur RTS Un
- France : 4 juillet 2022 sur France 2

- États-Unis : 2,30 millions de téléspectateurs[11] (première diffusion)
- France : 2,41 millions de téléspectateurs

### Épisode 7:De surprise en surprise
- États-Unis /  Canada : 12 décembre 2017 sur TNT / Bravo
- Suisse : 10 juin 2018 sur RTS Un
- France : 4 juillet 2022 sur France 2

- États-Unis : 2,30 millions de téléspectateurs[12] (première diffusion)
- France : 2,21 millions de téléspectateurs

### Épisode 8:Ce qui se passe à Vegas...
- États-Unis /  Canada : 19 décembre 2017 sur TNT / Bravo
- Suisse : 10 juin 2018 sur RTS Un
- France : 4 juillet 2022 sur France 2

- États-Unis : 2,44 millions de téléspectateurs[13] (première diffusion)

### Épisode 9:Coup de bluff
- États-Unis /  Canada : 19 décembre 2017 sur TNT / Bravo
- Suisse : 17 juin 2018 sur RTS Un
- France : 11 juillet 2022 sur France 2

- États-Unis : 2,33 millions de téléspectateurs[13] (première diffusion)
- France : 2,20 millions de téléspectateurs

### Épisode 10:Par n'importe quel moyen
- États-Unis /  Canada : 26 décembre 2017 sur TNT / Bravo
- Suisse : 17 juin 2018 sur RTS Un
- France : 11 juillet 2022 sur France 2

- États-Unis : 2,74 millions de téléspectateurs[14] (première diffusion)
- France : 2,06 millions de téléspectateurs

### Épisode 11:Gwendolyn
- États-Unis /  Canada : 26 décembre 2017 sur TNT / Bravo
- Suisse : 24 juin 2018 sur RTS Un
- France : 11 juillet 2022 sur France 2

- États-Unis : 2,44 millions de téléspectateurs[14] (première diffusion)
- France : 1,67 million de téléspectateurs

### Épisode 12:Dans les cordes
- États-Unis /  Canada : 2 janvier 2018 sur TNT / Bravo
- Suisse : 1er juillet 2018 sur RTS Un
- France : 18 juillet 2022 sur France 2

- États-Unis : 2,22 millions de téléspectateurs[15] (première diffusion)
- France : 2,23 millions de téléspectateurs

### Épisode 13:Chasse à l'homme
- États-Unis /  Canada : 9 janvier 2018 sur TNT / Bravo
- Suisse : 8 juillet 2018 sur RTS Un
- France : 18 juillet 2022 sur France 2

- États-Unis : 2,25 millions de téléspectateurs[16] (première diffusion)
- France : 2,16 millions de téléspectateurs